# Pankracy Pfeiffer
Pankracy Pfeiffer, właśc. Markus Pfeiffer (ur. 18 października 1872 w Brunnen, obecnie dzielnica Schwangau, Niemcy, zm. 12 maja 1945 w Rzymie) – niemiecki duchowny katolicki, od 1915 do śmierci przełożony generalny Towarzystwa Boskiego Zbawiciela. Jeden z ważniejszych pośredników pomiędzy papieżem Piusem XII, a władzami niemieckimi w trakcie okupacji Rzymu 1943-44.

## Życiorys
1 marca 1889 wstąpił w Rzymie do zgromadzenia salwatorianów, 30 maja 1896 otrzymał święcenia kapłańskie. Był prywatnym sekretarzem założyciela, na pierwszej kapitule generalnej w 1902 został wybrany prokuratorem generalnym. Funkcję tę pełnił aż do 1915, gdy został wybrany przełożonym generalnym. W 1908 za pontyfikatu Piusa X rozpoczął pracę w Watykanie w charakterze sekretarza w biurze odpowiedzialnym za audiencje papieskie oraz został zatrudniony w Sekretariacie Stanu. Szacuje się, że dzięki jego pośrednictwu między Piusem XII, a władzami niemieckimi udało się uratować około 400 osób. W okresie okupacji był osobiście zaangażowany w ukrywanie żydów w domu generalnym salwatorianów w Rzymie. 10 maja 1944 zaaranżował spotkanie papieża z Karlem Wolffem. Przyczynił się również do uratowania przed zbombardowaniem kilku włoskich miast między innymi Ascoli Piceno, co zostało upamiętnione na mozaikach w katedrze w tymże mieście.
Zmarł 12 maja 1945 dwa dni po wypadku, w którym został potrącony przez aliancką ciężarówkę. Został pochowany na cmentarzu Campo Verano. 12 maja 2010 na dziedzińcu domu generalnego salwatorianów została odsłonięta tablica pamiątkowa poświęcona ks. Pankracemu Pfeifferowi. W Rzymie niedaleko Watykanu znajduje się ulica jego imienia Via Pancrazio Pfeiffer, łącząca Via della Conciliazione z wejściem do Terminala Gianicolo.